# ラ・ガリソニエール (装甲艦)
ラ・ガリソニエール (La Galissonnière) はフランス海軍の艦艇。ラ・ガリソニエール級装甲艦の一隻。

## 艦歴
1868年6月22日に起工。1872年5月7日進水。1874年4月20日に海上公試が開始され、1874年7月18日に就役した。
「ラ・ガリソニエール」は1874年5月16日に、Perigot少将が指揮する太平洋戦隊の旗艦となった。スエズ運河を通過し、世界一周をして1877年3月19日にブレストに戻り、予備役となった。1878年8月15日に再就役し、10月6日にPeyron少将が指揮するカリブ戦隊の旗艦となった。2年後、「ラ・ガリソニエール」はシェルブールへ向かい、1880年5月13日に予備役となった。
1881年5月27日、「ラ・ガリソニエール」はAlfred Conrad少将が指揮するレバント戦隊の旗艦となった。フランスのチュニジア侵攻の際、「ラ・ガリソニエール」は1881年7月にスファックスを砲撃した。1882年のイギリス艦隊によるアレクサンドリア砲撃の直前、「ラ・ガリソニエール」はアレクサンドリアに停泊していた。1883年中、「ラ・ガリソニエール」は地中海に留まった。
「ラ・ガリソニエール」は1884年4月に準同型艦の「ビクトリーズ」にかわってアメデ・クールベ中将が指揮する極東戦隊の旗艦となった。 清仏戦争において、「ラ・ガリソニエール」は馬江沖海戦に参加し、1884年10月の淡水の戦いでは上陸部隊を運んだ。それ以降の戦争中の「ラ・ガリソニエール」の動向は不明である。1886年2月にフランスへの帰還を命じられ、シェルブールで係船された後、1894年12月24日に廃棄処分となった。